# Explozia din Praga din 2013
| Strada Divadelní din cartierul Nové Město, înainte de explozie             |  | Strada Divadelní din cartierul Nové Město, după explozie |
| Strada Divadelní din cartierul Nové Město, Praga, înainte și după explozie |  |                                                          |

Pe 29 aprilie 2013, la ora 10:38 OEC (11:38, ora României) o explozie a avut loc într-o clădire de birouri din centrul orașului Praga, Cehia. Imobilul deținut de Serviciile de Navigație Aeriană din Cehia se află pe strada Divadelní („Strada Teatrului”) din cartierul Staré Město, sectorul Praga 1, aproape de Teatrul Național. Explozia a putut fi auzită în tot centrul orașului, cât și în Cetatea din Praga, aflată la 1,4 km distanță de locul deflagrației. 43 de persoane au fost rănite și niciuna ucisă. Unda de șoc rezultată în urma exploziei a afectat și clădirile din apropiere, inclusiv Teatrul Național, Școala de Film și Televiziune a Academiei de Arte din Praga (FAMU), Facultatea de Științe Sociale a Universității Charles și Academia de Științe a Republicii Cehe.
Explozia a fost cauzată cel mai probabil de o scurgere de gaz natural. Potrivit șefului Serviciului de Pompieri din Praga, gazul exista în atmosferă și după explozie, provocând riscul unor noi deflagrații.